# Pavlos Sidiropoulos
Pavlos Sidiropoulos (řecky Παύλος Σιδηρόπουλος; 27. července 1948 Athény – 6. prosince 1990 Neos Kosmos, Athény) byl řecký hudebník, který se proslavil spojením rockové hudby s řeckou hudbou. Je považován za jednoho z průkopníků řeckého rocku. Zejména album Flou (1976), které vydal se svou skupinou Spyridoula, mělo velký vliv na rockovou scénu v Řecku.

## Raný život
Pavlos Sidiropoulos se narodil 27. července 1948 v Athénách v Řeckém království do rodiny Konstantinose a Ioanny "Jenny" Sidiropoulosových. Jeho otec se narodil v ruském Suchumi (dnešní Abcházie) do bohaté pontské rodiny, která se zabývala pěstováním a prodejem tabáku. Později založil společnost ELFOT, která byla v té době jedinou společností v Řecku prodávající fotografický papír. Matka Jenny pocházela z Heraklionu na Krétě. Jejím prostřednictvím byl pravnukem Georgiose Zorbase, jenž se stal inspirací pro román Řek Zorba z roku 1946, a synovcem Elli Alexiou. Jeho teta z matčiny strany Galatea se živila jako spisovatelka a byla provdána za Nikose Kazantzakise, autora románu Řek Zorba, a později za básníka Markose Avgerise.
Sidiropoulos žil se svou rodinou ve čtvrtích Kypseli a Patisia a na athénském předměstí Galatsi. Měl mladší sestru Melinu. Od roku 1967 absolvoval tříleté studium matematiky na Aristotelově univerzitě v Soluni. Studium však ukončil, aby se mohl věnovat hudbě a také z důvodu, že měl pocit, že jeho vzdělání brání přísná cenzura zavedená řeckou juntou. Během univerzitního studia žil s písničkářem Vangelisem Germanosem a hrál v kapele na bicí nástroje.[zdroj?]

## Kariéra
Svou hudební kariéru zahájil v roce 1970 v Soluni, kdy spolu s Pantelisem Delleyannidisem založili skupinu Damon and Phintias. Název převzali z řecké legendy, jež je příkladem přátelství. V roce 1972 se spojili se skupinou Bourboulia a právě zde začal Sidiropoulos experimentovat s kombinací rocku a řecké hudby. Bourboulia se rozpadla v roce 1974 kvůli problémům s cenzurou. Delleyannidis poté odešel do Anglie, čímž se rozpadla i skupina Damon and Phintias. Několik let pracoval v otcově papírně a různě se zabýval solmizačními slabikami, kontrapunktem a harmonií. Spolupracoval také s Yannisem Markopoulosem na třech albech: Thessalikos Kyklos (Thessalský kruh), 1974; Oropedio (Plošina), 1976; a Tolmiri Epikinonia (Odvážná komunikace), 1987.
V roce 1976 založil spolu s bratry Vassilisem a Nikem kapelu Spyridoula, která se sice koncem 70. let rozpadla, ale vydali album Flou (1978), dodnes považované za základní dílo řeckého rocku. V roce 1979 založil s dalšími řeckými rockovými hudebníky skupinu Artist's Company. Nikdy však nevydali žádné album. Jedna z písní, které v této době vznikly, Clown, Sidiropoulosova první píseň v angličtině, se později objevila na jeho albu Zorba the Freak z roku 1985. V roce 1982 se opět dostal do problémů s cenzurou, tentokrát s albem En Lefko, na kterém byly tři jeho písně („I“, „Adergraoud Me Stras“ a „Istati Stigmi“) silně cenzurovány kvůli odkazům na užívání drog a dalšímu chování, které Minos EMI považovala za protispolečenské. V roce 1980 pomáhal založit skupinu Oi Aprosarmostoi, se kterou hrál až do své smrti v roce 1990.

### Posmrtně vydaná díla
V roce 1991 vydala skupina Oi Aprosarmostoi album Ante ke kali tichi maghes, které se jmenuje stejně jako jedna z dřívějších písní. Obsahovalo dosud nevydané nahrávky i skladby jiných umělců. Název by se dal interpretovat jako „sbohem, přátelé“.[zdroj?] Následující rok vyšlo album Ta blues tou prigipa (Blues prince), obsahující experimentální kombinace blues a rembetiko nahrané v letech 1979–1981. Album En Archí in o Lógos (1994) obsahovalo nahrávky z let 1978–1989, mluvené slovo a úryvky rozhovoru s ET2. Album EP Day After Day (2001) vydala společnost Minos EMI ve spolupráci se skladatelem Michaelem Karrasem, který narazil na nahrávky Sidiropoulose, Bourboulia a hráče na buzuki Thanassise Polykandriotise z roku 1973.[zdroj?]

### Herectví
Sidiropoulos měl za sebou krátkou hereckou kariéru, zahrál si například ve filmech Aldevaran' (1975) a O Asymvivastos (1979) scenáristy a režiséra Andrease Thomopoulose, ve hře režisérky Eugenie Fakinou In Kurdistan (1977) v athénském Theatro Kava a v televizním pořadu Oikogeneia Zardi (Rodina Zardisových, 1983). Film Aldevaran byl promítán pouze na Mezinárodním filmovém festivalu v Soluni. Zpíval písně ve filmu O Asymvivastos.

## Osobní život a smrt
V roce 1990 začal pociťovat ochrnutí paže, které lékaři diagnostikovali jako ochrnutí levého plexu. Po této diagnóze a smrti své matky[zdroj?] si dal pauzu v živém vystupování. V létě tohoto roku nastoupil na odvykací kúru na Naxu kvůli dlouhodobému užívání heroinu, což je téma, kterého se ve své hudbě mnohokrát dotkl. Dne 6. prosince upadl v domě svého přítele ve čtvrti Neos Kosmos do kómatu způsobeného heroinem a po infarktu způsobeném předávkováním[zdroj?] zemřel při převozu do nemocnice. Je pohřben na hřbitově Kokkinos Milos v Nea Filadelfeia.
V letech 1977–1980 spolupracoval a udržoval milostný poměr s básnířkou Giolou Anagnostopoulou. Ta byla rovněž známou uživatelkou heroinu, a proto ji bulvární tisk po jeho smrti obvinil, že Sidiropoulose s touto drogou seznámila. Jeho přátelé tato tvrzení popřeli s tím, že heroin bral i předtím, než se s Anagnostopoulou seznámil.
Otevřeně vyjadřoval své levicové názory a obvykle volil Komunistickou stranu Řecka (KKE). Mnoho jeho písní kritizuje řeckou politiku.

## Diskografie
| Rok  | Kapela             | Název alba                         | Významné písně                                                          | Vydavatel      | Ref.              |
| ---- | ------------------ | ---------------------------------- | ----------------------------------------------------------------------- | -------------- | ----------------- |
| 1971 | Damon and Phintias | To Xespasma/O Kosmos Tous          |                                                                         | Zodiac Records | [ 3 ]             |
| 1971 | Damon and Phintias | O Gero-Mathios                     |                                                                         | Zodiac Records | [ 3 ]             |
| 1972 | Mpourmpoulia       | Apogoitefsi/O Ntamis o Skliros     |                                                                         | Zodiac Records | [ 3 ]             |
| 1978 | Spiridoula         | Flou                               | „O Babis o Flou“, „I Ora tou Stuff“, „To '69 me Kapoion Filo“, „Stin K“ | Minos EMI      | [ 3 ] [ 2 ]       |
| 1982 | Oi Aprosarmostoi   | En Lefko                           | „To Vivlio ton Iroon“, „Horis Etia“                                     | Minos EMI      | [ 1 ] [ 3 ] [ 2 ] |
| 1985 | Oi Aprosarmostoi   | Zorba the Freak                    | „Clown“, „Apogoitefsi“                                                  | Minos EMI      | [ 3 ] [ 1 ]       |
| 1989 | Oi Aprosarmostoi   | Horis Makigiaz (Live at the Metro) | „Apokalypsi“                                                            | MLK            | [ 3 ] [ 1 ]       |
| 1991 | Oi Aprosarmostoi   | Ante... ke Kali Tichi Maghes       | „Ante... ke Kali Tichi Maghes“                                          | Minos EMI      | [ 3 ] [ 1 ] [ 4 ] |
| 1992 | Solo               | Ta Blues tou Prighipa              |                                                                         | MLK            | [ 3 ] [ 1 ]       |
| 1994 | Solo               | En Archí in o Lógos                |                                                                         | 7th Dimension  | [ 3 ] [ 1 ]       |
| 2001 | Solo               | Day After Day                      | „Day After Day“                                                         | Minos EMI      | [ 3 ]             |